# 亮马河
39°56′43″N 116°26′58″E / 39.945266°N 116.449386°E
亮马河，又名亮马桥沟。是北京市东郊的一条河流，为坝河的支流。
亮马河发源自东直门外小街，通过暗沟与东北护城河连通，向东北流经酒仙桥，在西坝村东边汇入坝河。全长9.3公里，流域面积14平方公里。古代商旅经常在此集散，进城前需将马在河水中洗刷干净，然后再附近地方晾干，故得名“晾马河”，后逐渐改成亮马河。
目前上段为风景河道，下段为排水河道。